# Barandilla

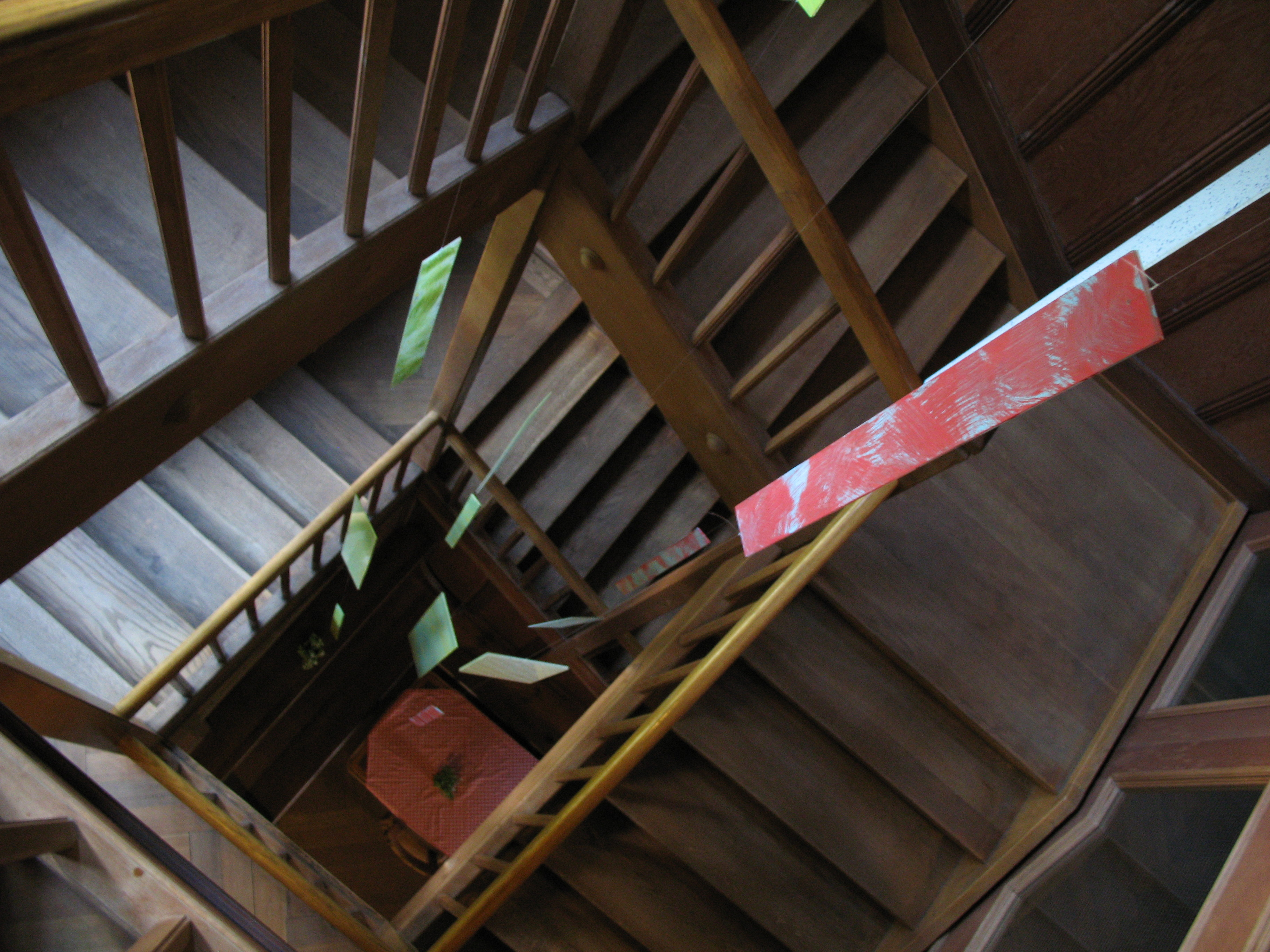
Barandillas de madera.

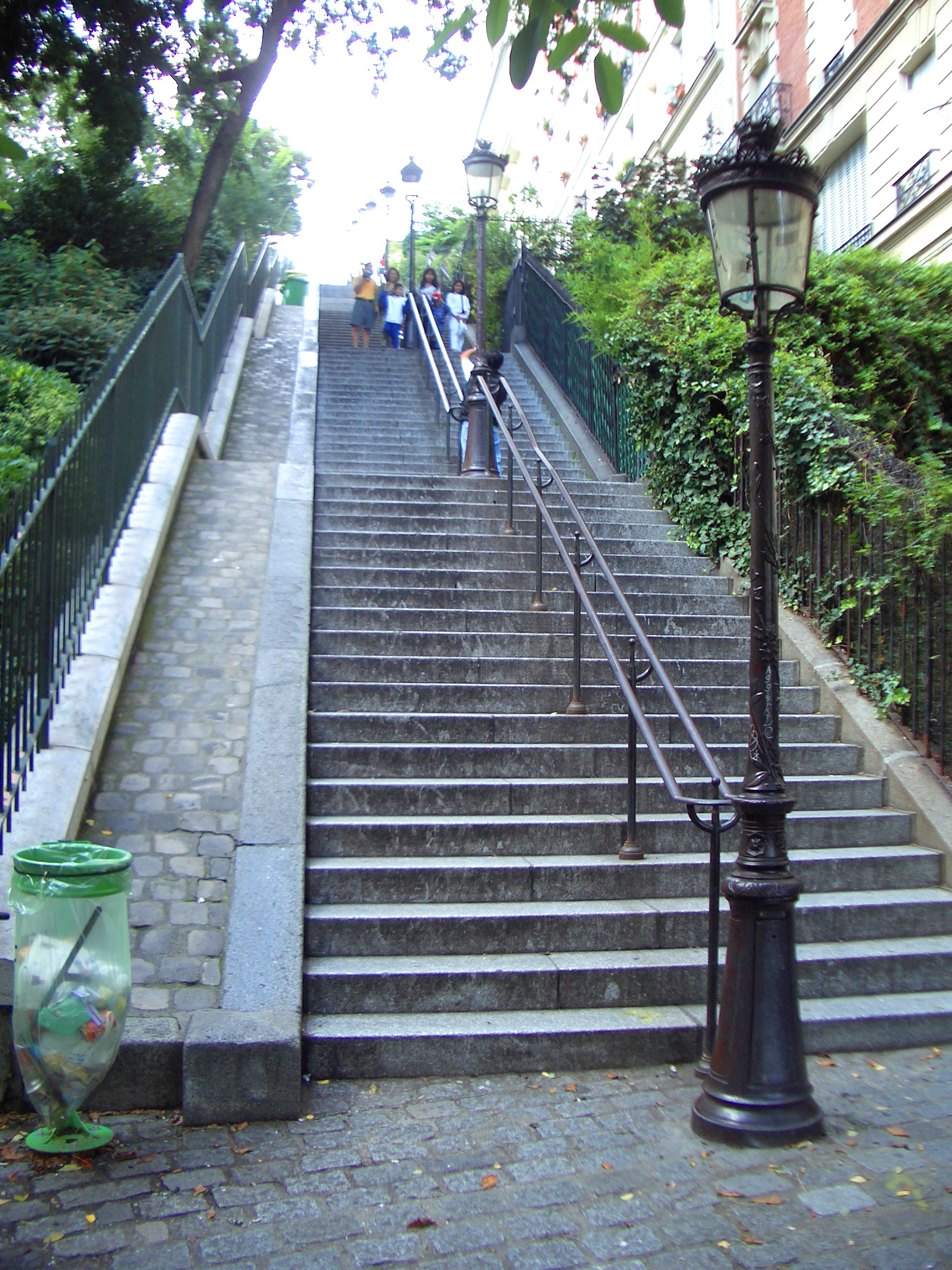
Barandilla de unas escaleras en Montmartre, París.

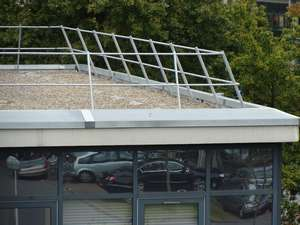
Barandilla para cubiertas no accesibles al público.

La barandilla o baranda es un tipo de parapeto formado de balaustres, que constituye un elemento de protección para balcones, escaleras, puentes u otros elementos similares.
La barandilla sigue el perímetro de la estructura con una altura constante, permitiendo apoyarse gracias a su travesaño superior, llamado pasamano o pasamanos. En su forma actual, las barandillas constituyen una evolución de las soluciones típicas aplicadas a edificios populares de inicios del siglo XIX.
La barandilla constituye un elemento de cierre o separación de estructura ligera que, por su configuración, permite el paso de la luz, no impidiendo así las vistas. En ciertas ocasiones puede ser llamado antepecho.

## Tipos de barandilla
- Barandilla para escaleras
- Barandilla de planta: permite asegurar un balcón
- Barandillas para cubiertas no accesibles al público: permite asegurar las cubiertas durante las operaciones de mantenimiento o de limpieza.

Se aplican diferentes reglas para la construcción de una barandilla donde va a estar instalada. La balaustrada puede ser de metal, madera, pétrea, de hormigón armado, etc.

## Tipos de fijación
Los balaustres son generalmente fijados a los elementos resistentes horizontales superior e inferior, y se disponen con:
- Anclaje a la base del balcón (fijación sobre platina) y su perímetro para impedir la filtración de agua a través del pavimento.
- Anclaje al intradós del balcón (fijación sobre el lado). Más fiable en cuanto a que el punto de fijación no está expuesto a la lluvia.
- Contrapeso, la barandilla no está fijada pero está puesta sobre una cubierta con contrapeso.

## Barandillas con formas especiales
Según la posición que ocupan, las barandillas pueden asumir configuraciones particulares.
- Los balaustres están formados a veces por elementos continuos en toda la altura del edificio, asumiendo a menudo funciones decorativas. Para protegerlos, es necesario tener en cuenta la dilatación que pueden sufrir por causa de las variaciones de temperatura.
- Si los balcones no sobresalen de la fachada, la barandilla puede comprender un travesaño superior (con funciones de pasamanos) y uno inferior, cerrados con elementos del mismo estilo.
- También se pueden encontrar parapetos mixtos, realizados tanto con vanos como con zonas rellenas o elementos de vidrio.

## Normas
La resistencia de la barandilla varía en función de dónde estará colocada:
- Estadio: 1700 N/ml.
- Edificio con acceso al público: 1000 N/ml.
- Particular
  - 400 N/ml si es más de 3,25 metros de largo.
  - 1300 N/ml si es menos de 3,25 metros de largo.
- Cubiertas no accesibles al público e instalaciones industriales: 300 N/ml.

## Reglas generales para las instalaciones industriales y las cubiertas no accesibles al público
El caso de las instalaciones industriales y de las cubiertas no accesibles al público son iguales. La norma aplicable es la EN ISO 14122-3. La altura mínima de protección desde el suelo de la cubierta es de 1100 mm con un rodapié de 100mm abajo de la barandilla.
- Datos: Q3095365
- Multimedia: Railings / Q3095365